# Pasquale Calapso
Pasquale Calapso (né le 12 avril 1872 à Carini et mort le 3 mai 1934 à Messine) est un mathématicien italien, connu pour ses résultats sur la déformation des quadriques.

## Biographie
En 1900 Pasquale Calapso obtient son diplôme de l'université de Palerme sous la direction de Francesco Gerbaldo dont il devint plus tard l'assistant. 
Il enseigne au secondaire à Palerme, puis à partir de 1914 il occupe la chaire d'analyse à l'université de Messine
Il est l'un des spécialistes de la géométrie différentielle en Italie et ses travaux se font en relation avec ceux de Luigi Bianchi, de Gaston Darboux, de C. Guichard, de A. Demoulin et de Luther P. Eisenhart.
Passionné de musique depuis l'âge de 10 ans et bon pianiste, il crée l'Orchestre Philharmonique de Messine dont il est le directeur pendant de nombreuses années.
Il est le père du géomètre Renato Calapso. 

## Distinctions
En 1915 il est lauréat du Prix mathématique de l'Académie italienne des sciences.

## Œuvres principales
- L'esplicitazione dell'equazione di 4° ordine delle superfici isoterme
- La trasformazione di Ribaucour per i determinanti ortogonali dell'Sn
- La caratterizzazione delle congruenze rettilinee sulle cui superfici focali si corrispondono le linee di curvatura
- Lezioni di Algebra ad uso dei Licei